# Vershire
Vershire ist eine Town im Orange County des Bundesstaates Vermont in den Vereinigten Staaten mit 672 Einwohnern (laut Volkszählung von 2020).

## Geografie

### Geografische Lage
Vershire liegt zentral im Orange County. Auf dem Gebiet der Town befinden sich nur wenige, kleine Seen wie der Whitehouse Pound im Nordwesten. Der Ompompanoosuc River mit seinen Nebenflüssen durchfließt die Town in südöstlicher Richtung, er mündet in den Connecticut River. Die Oberfläche ist hügelig. Die höchste Erhebung ist der 727 m hohe, im Südwesten gelegene Colton Hill. Vershire gehört zum sogenannten Upper Valley, einer Region in Vermont und New Hampshire entlang des Connecticut.

### Nachbargemeinden
Alle Entfernungen sind als Luftlinien zwischen den offiziellen Koordinaten der Orte aus der Volkszählung 2010 angegeben.
- Norden: Corinth, 5,7 km
- Nordosten: Bradford, 18,8 km
- Osten: West Fairlee, 11,8 km
- Süden: Strafford, 4,9 km
- Südwesten: Tunbridge, 17,8 km
- Westen: Chelsea, 11,5 km
- Nordwesten: Washington, 11,4 km

### Klima
Die mittlere Durchschnittstemperatur in Vershire liegt zwischen −9,44 °C (15 °Fahrenheit) im Januar und 18,3 °C (65 °Fahrenheit) im Juli. Damit ist der Ort gegenüber dem langjährigen Mittel der USA um etwa 9 Grad kühler. Die Schneefälle zwischen Mitte Oktober und Mitte Mai liegen mit mehr als zwei Metern etwa doppelt so hoch wie die mittlere Schneehöhe in den USA. Die tägliche Sonnenscheindauer liegt am unteren Rand des Wertespektrums der USA, zwischen September und Mitte Dezember sogar deutlich darunter.

## Geschichte
Der Grant für Vershire wurde am 7. November 1780 durch die Vermont Republic ausgerufen. Zuvor war die Town als Nummer 7 bekannt. Vergeben wurde der Grant am 3. August 1781 an Abner Seelye und 64 weitere, von denen viele die Town nie besuchten. Der erste Siedler war 1779 Lennox Titus. Der Name wechselte öfter. Zunächst bekannt als Nummer 7, wurde die Town Malden  genannt, dann Caley, später Arlington schließlich Vershire. Der Name Vershire soll sich aus Ver (mont) und (New Hamp) shire zusammensetzen. 1878 wurde die Town in Ely umbenannt und 1882 zurück in Vershire.
Die Town ist ländlich geprägt, mit Farmen, Sägemühlen und Schrotmühlen. Nach dem Sezessionskrieg gab es mehrere Kupferminen in Vershire. Mitte des 19. Jahrhunderts begann eine starke Einwanderung in Vershire. Die Vermont Mine Company zog viele walisische und irische Immigranten an und die Einwohnerzahl stieg auf fast 1900 Menschen. 1883 geriet die Minengesellschaft in wirtschaftliche Schieflage und ging 1888 Bankrott. Innerhalb von wenigen Jahren verließen ca. 1500 Einwohner die Town und in den 1960er Jahren lebten nur wenig mehr als 200 Einwohner in Vershire. Zu der Zeit wurde die The Mountain School of Milton Academy gegründet. Diese unabhängige Schule bietet eine akademische Vorbereitung auf das College auf einem Bio-Bauernhof.

### Einwohnerentwicklung
| Jahr      | 1700 | 1710 | 1720 | 1730 | 1740 | 1750 | 1760 | 1770 | 1780 | 1790 |
| --------- | ---- | ---- | ---- | ---- | ---- | ---- | ---- | ---- | ---- | ---- |
| Einwohner |      |      |      |      |      |      |      |      |      | 439  |
| Jahr      | 1800 | 1810 | 1820 | 1830 | 1840 | 1850 | 1860 | 1870 | 1880 | 1890 |
| Einwohner | 1031 | 1311 | 1296 | 1260 | 1098 | 1071 | 1054 | 1140 | 1875 | 754  |
| Jahr      | 1900 | 1910 | 1920 | 1930 | 1940 | 1950 | 1960 | 1970 | 1980 | 1990 |
| Einwohner | 641  | 448  | 410  | 368  | 367  | 284  | 236  | 299  | 442  | 560  |
| Jahr      | 2000 | 2010 | 2020 | 2030 | 2040 | 2050 | 2060 | 2070 | 2080 | 2090 |
| Einwohner | 629  | 730  | 672  |      |      |      |      |      |      |      |

## Wirtschaft und Infrastruktur

### Verkehr
Zentral in westöstlicher Richtung führt die Vermont State Route 113 durch die Town. In Vershire gibt es keinen Bahnhof, der nächste befindet sich in Randolph.

### Öffentliche Einrichtungen
Es gibt kein Krankenhaus in Vershire. Das Gifford Medical Center in Randolph ist das nächstgelegene Krankenhaus.

### Bildung
Vershire gehört mit West Fairlee, Westshire, Fairlee und Orford, New Hampshire zum Rivendell Interstate School District. In Vershire gibt es keine öffentliche Schule, Schülerinnen und Schüler von Vershire besuchen die Westshire Elementary School in West Fairlee. Sie bietet Schulklassen vom Kindergarten bis zur vierten Schulklasse.
Die The Mountain School of Milton Academy bietet ein Semesterprogramm, welches akademisch motivierten High-School-Junioren die Möglichkeit bietet, auf einem Bio-Bauernhof im ländlichen Vermont zu leben und zu arbeiten. Gegründet 1963 als vierjähriges Internat von Mac und Doris Conard war sie einzigartig in ihrer Kombination als College-Vorbereitungs-Kurs und Ökologieorientierte praktische Farm Erfahrung.
Die Vershire Community Library befindet sich im Church-Orr House. Das Church-Orr House wurde etwa 1830 gebaut. Es war ein Kutschenhaus auf einer Postkutschenroute von Boston nach Montreal. Es wurde 1998 der Town von Theo Howe geschenkt. Nach Renovierung befindet sich neben der Library auch der Made-in-Vershire Shop und das Stagecoach Stop Hostel.